# ماو تشي كو
ماو تشي كو (بالصينية: 毛治國)، (من مواليد 4 أكتوبر 1948

) ، هو سياسي تايواني..